# Piper subalbicans
Piper subalbicans är en pepparväxtart som beskrevs av C. Dc.. Piper subalbicans ingår i släktet Piper och familjen pepparväxter. Inga underarter finns listade i Catalogue of Life.